# Киркач Микола Федорович
Микола Федорович Киркач (нар. 18 січня 1925, місто Слов'янськ, тепер Донецької області — 4 грудня 1990, місто Харків Харківської області) — український радянський діяч, науковець, фахівець у галузі прикладної механіки, ректор Харківського політехнічного інституту імені Леніна. Член Ревізійної Комісії КПУ в 1981—1986 роках. Кандидат у члени ЦК КПУ в 1986—1990 роках. Кандидат технічних наук (1958), професор (1976). 

## Біографія
Навчався у середній школі. З початком німецько-радянської війни був евакуйований в Ошську область Киргизької РСР. У 1942 році вступив до комсомолу.
З серпня 1942 року — в Червоній армії. Учасник німецько-радянської війни з 1943 року. Служив командиром кульового взводу 166-го гвардійського стрілецького полку 55-ї стрілецької дивізії Північно-Кавказького фронту, командиром взводу 3-ї батареї 1089-го зенітного артилерійського полку 3-ї зенітної артилерійської дивізії Резерву головного командування 3-го Українського фронту.
Член ВКП(б) з 1944 року.
У 1947 році демобілізувався з армії, закінчив середню школу.
У 1953 році закінчив Харківський політехнічний інститут, де відтоді й працював.
У 1953—1954 роках — асистент, у 1954—1955 роках — вчений секретар Вченої ради, у 1955—1960 роках — старший викладач, доцент, у 1960—1962 роках — декан машинобудівного факультету Харківського політехнічного інституту.
У 1962—1978 роках — проректор з навчальної роботи Харківського політехнічного інституту імені Леніна. У 1967—1990 роках — завідувач кафедри «Деталі машин» Харківського політехнічного інституту.
У 1978—1990 роках — ректор Харківського політехнічного інституту імені Леніна.
Основні напрями наукових досліджень: оптимальне проєктування вузлів та деталей приводів великої потужності, вдосконалення принципів конструювання та розрахунку муфт механічних приводів. Опублікував 48 наукових праць, в том числі дві монографії, мав 8 винаходів. 

## Звання
- гвардії лейтенант

## Нагороди
- орден Леніна
- орден Червоної Зірки (1943)
- орден Трудового Червоного Прапора
- орден Дружби народів
- орден Жовтневої Революції
- орден Вітчизняної війни І-го ст. (6.04.1985)
- орден Вітчизняної війни II-го ст. (1944)
- медалі
- почесна грамота Президії Верховної Ради СРСР
- заслужений працівник вищої школи Української РСР